# Інфініті (музичний гурт)
«Інфініті» — російська музична група, що працює в жанрі електронної танцювальної музики. Група утворилася в 1999 році. Початкова назва колективу було «Чорное и белое». До складу групи увійшли Тетяна Бондаренко (під псевдонімом Мальта) та Олексій Кутузов. Тетяна писала тексти та музику, а Олексій відповідав за саунд-продюсування і аранжування пісень. У період з 2002 по 2006 рік команда пише кілька пісень і починає співпрацювати з діджеєм DIP project. Зокрема, в 2002 році була написана пісня «Где ты», але популярності в той час не отримала.